# 小行星5987
小行星5987（英語：5987 Liviogratton）是一颗围绕太阳公转的小行星。1975年6月6日，菲利克斯·阿圭勒天文台在圣胡安省发现了此天体。
这颗小行星的绝对星等为144.0911774299624等。